# Shepard Smith
Pour les articles homonymes, voir Smith.
Shepard Smith est un journaliste américain né le 4 janvier 1964 à Holly Springs, dans le Mississippi. Il était présentateur de journaux télévisés sur Fox News. Puis devient présentateur chez CNBC.
En 2017, il fait son coming out et déclare qu'il partage la vie de son compagnon de longue date,.